# Cape Three Points

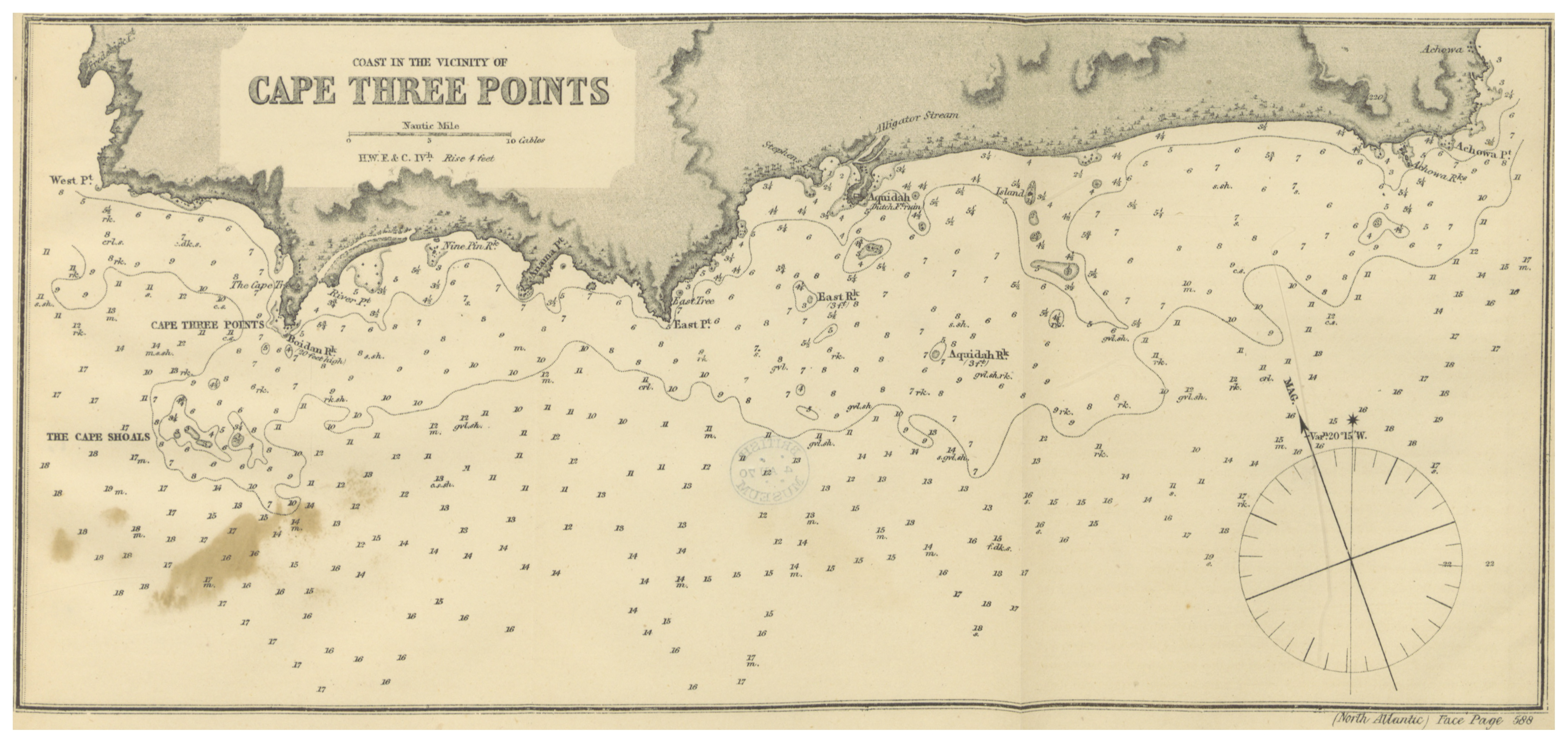
Cape Three Points (1869)

Cape Three Points – przylądek będący najbardziej na południe wysuniętym miejscem Ghany. Leży 30 km na zachód od miasta Takoradi stolicy Regionu Zachodniego.
Na Cape Three Points niedaleko miasta Princes Town zlokalizowany jest rezerwat przyrody ustanowiony w roku 1949. Piękno tego obszaru i bliskość lasu do morza (około 3 km od wybrzeża) czynią go unikalnym miejscem w kraju. Obszar ten pokryty jest serią małych wzgórz (91m–152m n.p.m.), przepływa przez niego jedyna rzeka Nyan. Wschodnia część rezerwatu przylega do plantacji kauczuku i farm, z których siedem leży w środku rezerwatu. Średnie roczne opady w rejonie wynoszą około 1,400 mm.